# Allgemeiner Österreichischer Bauernverband
Der Allgemeine Österreichische Bauernverband wurde in den 1950er Jahren gegründet und war der Versuch einer bäuerlichen Standesorganisation. 1952 wurde Josef Zangel Direktor des Verbandes. Der Verband sah sich in Konkurrenz zum Bauernbund und trat als wahlwerbende Gruppe bei den Wahlen zu den Landwirtschaftskammern an. Er war „FPÖ-nah überparteilich“.